# Francisco Pérez de Viñaspre Ortiz
Francisco Pérez de Viñaspre Ortiz (Laguardia, 4 d'octubre de 1854 - Laguardia, 22 d'abril de 1938) fou un organista, un compositor i un teòric basc.
Va realitzar els seus estudis eclesiàstics en el seminari de Vitoria on va obtenir la beca d'organista. Va ser deixeble de Arriola en piano i en composició. Va actuar durant uns mesos com a organista en Elciego (Àlava), sent encara diaca.
En 1879 va lograr per oposició la beca de la col·legiata de Logroño, i en setembre de 1884, també per oposició, la plaça d'organista de la Catedral de Zamora, sent nomenat professor de Cant pla en el seminari d'aquesta localitat. Dos anys més tard, va obtenir la plaça d'organista de Vitoria, i en 1904 la d'organista i beneficiat de la Catedral de Burgos, on va desplegar molta activitat. Va intervenir en els Congresos Nacionales de Música Sacra, sent ponent en tots ells. En 1911, va acudir al Congreso Internacional de Música Sacra de Roma comissionat per diversos bisbes. Va col·laborar assíduament en la revista Música Sacro Hispana, especialment en qüestions relacionades amb el cant gregorià i amb la polifonia sacra espanyola. Va formar a més d'un centenar de deixebles, entre els quals destaquen MC García Blanco i Amoreti. Va ser molt conegut per les seves improvisacions a l'orgue.
Les seves opinions respecte a la necessària restauració de la música religiosa, les qualifiquen com a rellevants en les conferències i les comunicacions presentades en els Congresos de Música Sagrada, que reflecteixen l'esperit cecilianista a Espanya després del motu proprio. Per ell, l'única possibilitat de propagar la música religiosa i el Cant gregorià (i per això, formar capelles musicals) era impartir una formació musical seriosa al clergat en el seminari. Després, els sacerdots serien els responsables d'ensenyar música en les parròquies, buscant la coordinació amb els mestres. Al mateix temps, reflexiona sobre la posada en pràctica del Motu Proprio de San Pío X, demanant que:
"Volvamos la vista a lo nuestro, a aquellos astros de primera magnitud cuyos nombres estáis cansados de oír; volvamos a su arte soberano. Estudiemos la vida de nuestras catedrales, que, con los elementos que hoy poseemos, sabremos quitar la roña que los tiempos decadentes le impactaron".
També va organitzar durant el Congrés de Vitoria una conferència-concert sobre els polifonistes clàssics espanyols en la qual va concloure parlant de les solucions a la crisi de la música sacra, consistents en:
1. "Dar el impulso posible a las escolanías o colegios de niños de coro".
2. "Crear en cada catedral una escuela como la había en épocas anteriores, de donde saldrían artistas religiosos, y lo mismo puede decirse de los seminarios".
3. "Fundar una escuela, o más si fuere posible, en alguna iglesia metropolitana, en donde los estudios de composición se hiciesen con la mayor amplitud y sirviesen de norma a las demás de la Península".

## Obra
Va compondre una gran quantitat d'obres religioses amb l'estil de la polifonia clàssica dins del moviment cecilianista espanyol. Entre elles destaquen:
- Un Antifonal
- Una Misa de réquiem
- Una Salve
- Un Ave María
- Veni Sponsa Christi
- Diversos motets
- Miserere (publicat per la Unión Musical Española)